# فريدريك جرانت دنت
فريدريك جرانت دنت (بالإنجليزية: Frederick Dent Grant)‏ (و. 1850 – 1912 م) هو دبلوماسي من الولايات المتحدة الأمريكية ولد في سانت لويس، ميزوري.
وهو عضو في الحزب الجمهوري .

## التعليم
تعلم في الأكاديمية العسكرية الأمريكية.